# 北京天健宾馆
天健宾馆，位于北京市西城区西四南大街62号。

## 简介
2014年，中国人民解放军第二炮兵司令部招待所（天健宾馆）建成并开业。2015年，天健宾馆开始承担每年“全国两会”代表团的接待任务。2015年十二届全国人大三次会议的接待工作是天健宾馆第一次承担“全国两会”代表团的接待工作。为此，每年西城区都在“全国两会”前检查天健宾馆的服务保障工作准备情况。2016年，中国人民解放军第二炮兵司令部招待所（天健宾馆）获评为中央和北京市的北京地区（城六区）2016-2018年度会议定点单位。